# Рено Даммартенський
Рено́ Даммарте́нський (фр. Renaud de Dammartin; бл. 1165—1227) — граф Булонський (1190—1214), Даммартенський (1200—1214) і Омальський (1204—1214). Представник роду Даммартенського дому. 

## Біографія
Син даммартенського графа Обрі III і Матильди Клермонтської. Виріс при королівському дворі, був другом дитинства французького короля Філіппа II. Одружувався двічі: із Марією Шатільйонською та Ідою Булонською. Внаслідок шлюбу з останньою отримав Булонь, що стала васалом Французької корони, а не Фландрії. Через сварки з Філіппом уклав проти нього угоду з англійським королем Іоанном Безземельним (1212). Спільно з імператором Оттоном IV і фландрським графом Фернанду атакував землі франзуцького короля. Зазнав поразки у битві при Бувіні (1214). Незважаючи на це, до останнього опирався Філіппу. Втратив усі свої володіння та титули. Утримувався у Пероннській вязниці до кінця життя, де вчинив самогубство. Мав доньку Матильду, що вийшла заміж за португальського короля Афонсу IV. 

## Імена
- Регіна́льд (лат. Reginaldus) — латиною в офіційних документах.
- Рено́ Даммарте́нський, Рено́ де Даммарте́н  (фр. Renaud de Dammartin) — французькою за назвою дому і графства Даммартен.
- Рено́ Було́нський, Рено́ де Було́н  (фр. Renaud de Boulogne) — французькою за назвою дому і графства Булонь.
- Ра́йнальд (нім. Rainald) — німецькою.